# Mesorregión del Centro-Sur Baiano
La Mesorregión del Centro-Sur Baiano es una de las siete mesorregiones del estado brasileño de Bahía. Es formada por la unión de 118 municipios agrupados en ocho microrregiones.
El mayor y más importante municipio es Vitória da Conquista con cerca de 320.000 hab, capital regional de un área que cubre cerca de 80 municipios y que polariza todo el centro-sur del estado bahiano.
Hay también varios centros regionales secundários que son:Jequié, Guanambi, Brumado y Itapetinga.

## Microrregiones
- Boquira
- Brumado
- Guanambi
- Itapetinga
- Jequié
- Livramento do Brumado
- Seabra
- Vitória da Conquista

- Datos: Q14203650